# SiRF
SiRF Technology, Inc. è stata una azienda pionieristica dell'utilizzo commerciale del GPS per applicazioni consumer. La compagnia è stata fondata nel 1995 con sede a San Jose (California) ed era elencata al NASDAQ sotto il simbolo SIRF. La compagnia è stata acquisita nel 2009 da CSR plc, la quale è stata successivamente acquisita dall'azienda americana Qualcomm nell'agosto 2015.
SiRF ha prodotto molti chipset GPS e software per sistemi commerciali di navigazione. I chip sono basati su architettura ARM e integrano ricevitori radio a basso rumore per la decodifica dei segnali GPS. I chip SiRF supportano anche il sistema SBAS per aumentare l'accuratezza della posizione con sistemi differenziali.
Nel 2008 SiRF Technology annuncia di essere al lavoro di SiRFPrima, successore di SiRFstarIII.

## SiRFstarIII
L'architettura SiRFstarIII è progettata per essere usata su applicazioni wireless e portatili, per reti asincrone 2G, 2,5G e 3G.
La famiglia SiRFstarIII è composta da GRF3w RF IC, la sezione digitale GSP3f, e il software GSW3 che è API compatibile con GSW2 e SiRFLoc.
I chip sono stati adottati dai grandi produttori di GPS come: Garmin, TomTom, Navigon e Magellan.